# Ki (Klan)
Die Ki (japanisch 紀氏, Ki-uji) waren eine japanische Familie des Altertums von Kriegern, Gelehrten und Dichtern. Die Familie führt sich auf Ki no Tsuno, einem Sohn Takenouchi no Sukunes, zurück.

## Genealogie
- Oyumi (小弓) wurde von Kaiser Yūryaku zusammen mit Soga no Karako und Ōtomo no Katari im Jahr 465 beauftragt, das Königreich Silla in Korea zu bekämpfen. Der König floh, aber Katari wurde getötet, und Oyumi erkrankte und starb.
- Ōiwa (大磐), Oyumis Sohn, hörte vom Tod seines Vaters und begab sich nach Silla. Dort traf er mit Soga Kanshi zusammen und tötete ihn. Im Jahr 487 beschloss er, ein eigenes Königreich zu errichten mit den westlichen Gebieten Mimana, Koma und Kudara. Er baute eine Hauptstadt mit dem Namen Taizanjō und nannte sich „Gott“ (神聖, Shinsei). Als er Konvois abfing, die Kudara mit Vorräten versorgen sollten, wurde er von deren Truppen angegriffen. Er konnte sie zwar zurückschlagen, aber nicht seine eigentlichen Vorstellungen verwirklichen. Es ist nicht bekannt, wann und wie er starb.
- Omaro (男麻呂) wurde 562 zum Taishōgun (Großgeneral) ernannt, um Silla zu bekämpfen, das Mimana, einen Verbündeten Japans, angegriffen hatte. Es gelang ihm, Silla zu zwingen, um Frieden zu bitten. Nach dem Tode Kaisers Yōmei im Jahr 587 half er Soga no Umako, Monobe no Moriya zu besiegen. 591 führte er eine weitere Expedition nach Korea.
- Hirozumi (廣純; † 780), wurde zum Chinjufu-Shōgun (鎮守府将軍), d. h. Militärbefehlshaber über Nordjapan, ernannt, um 774 einen Aufstand der Ebisu niederzuschlagen. Ernannt zum Dewa-no-kami (出羽守) bekämpfte er Plünderer und nahm sie gefangen. Er wurde umgebracht, als er sie 780 in die Provinz Mutsu bringen wollte.
- Kosami (古佐美; 733–739) wurde mit Fujiwara no Tsuginawa (藤原 継縄; 727–796) beauftragt, Hirozumis Tod zu rächen. Als 788 die Ebisu wieder einen Aufstand machten, wurde Kosami zum Taii-Shōgun ernannt. Er brachte 50.000 Soldaten in der Burg Taga zusammen und marschierte gegen die Rebellen. Nach einem Sieg zu Beginn wurde er geschlagen und kehrte nach Kyoto zurück.
- Natsui (夏井; 811–877), ein Enkel Kosamis, studierte unter Ono no Takamura (小野 篁; 802–852) und wurde ein angesehener Kalligraph. Er erfreute sich des Vertrauens des Kaisers Montoku. Nach dessen Tod wurde er Gouverneur der Provinz Sanuki und bewies sich als geschickter Verwalter. Als Dainagon Tomo no Yoshio (伴 善男; 811–868) im Jahr 866 ein Tor zum Kaiserlichen Palast in Brand setzte, wurde Natsui in die Provinz Tosa verbannt, da sein Schwager zum Hause Tomo gehörte. Er starb im Exil.
Neben seiner herausragenden Kalligraphie ist Natsui auch bekannt für seine medizinischen Kenntnisse und als guter Go-Spieler.
- Haseo (長谷雄; 845–912) war ein Schüler Sugawara Michizanes und einer berühmtesten Literaten seiner Zeit. 893 sollte er als Vize-Botschafter Michizane nach China begleiten, aber die Entsendung kam wegen ungeklärter Verhältnisse in China nicht zustande.
- Tsurayuki (貫之; 872–945), Mochiyukis Sohn, zeichnete sich schon für aus durch seine Begabung für Kalligraphie und Dichtkunst. Um 925 wurde er Gouverneur der Provinz Tosa und veröffentlichte seine Erlebnisse dort als Tosa Nikki (土佐日記), das als eins der klassischen Werke dieser Art gilt. 905 wurde er beauftragt, zusammen mit seinem Neffen Tomonori, Ōshikōchi no Mitsune, Mibu no Tadamine und anderen das Kokin-wakashū herauszugeben. Tsurayuki gilt als einer der großen Poeten Japans.
- Tokibumi (時文; 922–996), ein Sohn Tsurayukis, war auch ein bedeutender Dichter.

Ein Zweig der Familie, der mit der Leitung der Shintō-Schreine in den Provinzen Kii und Hizen betraut war, führte nach der Meiji-Restauration den Titel Baron.